# Nederlandse kampioenschappen atletiek 1972
In 1972 werden de Nederlandse kampioenschappen atletiek gehouden op 4, 5 en 6 augustus op het Sportpark Kaalheide in Kerkrade. De organisatie lag in handen van Achilles Top.

## Uitslagen

### 100 m
| rang   | atleet        | prestatie |
| ------ | ------------- | --------- |
| Goud   | Bert de Jager | 10,65 s   |
| Zilver | Sammy Monsels | 10,71 s   |
| Brons  | Ad de Jong    | 10,82 s   |

| rang   | atlete         | prestatie |
| ------ | -------------- | --------- |
| Goud   | Wilma van Gool | 11,59 s   |
| Zilver | Lidy Makkinje  | 11,95 s   |
| Brons  | Mieke Sterk    | 11,96 s   |

### 200 m
| rang   | atleet        | prestatie |
| ------ | ------------- | --------- |
| Goud   | Sammy Monsels | 21,46 s   |
| Zilver | Bert de Jager | 21,52 s   |
| Brons  | Teun de Boer  | 22,15 s   |

| rang   | atlete         | prestatie |
| ------ | -------------- | --------- |
| Goud   | Wilma van Gool | 23,77 s   |
| Zilver | Mieke Sterk    | 24,44 s   |
| Brons  | Lidy Makkinje  | 24,50 s   |

### 400 m
| rang   | atleet                | prestatie |
| ------ | --------------------- | --------- |
| Goud   | Toine van de Goolberg | 47,6 s    |
| Zilver | Martin Moser          | 48,0 s    |
| Brons  | Theo Beelen           | 48,2 s    |

| rang   | atlete      | prestatie |
| ------ | ----------- | --------- |
| Goud   | Trudy Ruth  | 53,7 s    |
| Zilver | Hilde Kooij | 55,0 s    |
| Brons  | Stans Brehm | 56,0 s    |

### 800 m
| rang   | atleet              | prestatie |
| ------ | ------------------- | --------- |
| Goud   | Rijn van den Heuvel | 1.48,8    |
| Zilver | Sjef Hensgens       | 1.49,1    |
| Brons  | Martin Moser        | 1.50,6    |

| rang   | atlete                | prestatie |
| ------ | --------------------- | --------- |
| Goud   | Ilja Keizer-Laman     | 2.05,7    |
| Zilver | Berny Boxem-Lenferink | 2.06,7    |
| Brons  | Joke van Gerven       | 2.07,0    |

### 1500 m
| rang   | atleet        | prestatie |
| ------ | ------------- | --------- |
| Goud   | Henk Tiebosch | 3.51,6    |
| Zilver | Jack Denis    | 3.52,1    |
| Brons  | Wijnand Bladt | 3.52,5    |

| rang   | atlete                | prestatie |
| ------ | --------------------- | --------- |
| Goud   | Ilja Keizer-Laman     | 4.13,1    |
| Zilver | Joke van Gerven       | 4.14,0    |
| Brons  | Berny Boxem-Lenferink | 4.14,2    |

### 5000 m
| rang   | atleet             | prestatie |
| ------ | ------------------ | --------- |
| Goud   | Egbert Nijstad     | 14.15,4   |
| Zilver | Roelof Veld        | 14.20,4   |
| Brons  | John van de Wansem | 14.24,6   |

### 10.000 m
| rang   | atleet         | prestatie |
| ------ | -------------- | --------- |
| Goud   | Egbert Nijstad | 29.35,4   |
| Zilver | Geert Jansen   | 29.37,1   |
| Brons  | Piet Vonck     | 29.47,3   |

### 110 m horden/100 m horden
| rang   | atleet              | prestatie |
| ------ | ------------------- | --------- |
| Goud   | Hans van Enkhuijzen | 14,1 s    |
| Zilver | Hans Smeman         | 14,9 s    |
| Brons  | Jan Willem Boogman  | 15,1 s    |

| rang   | atlete                  | prestatie |
| ------ | ----------------------- | --------- |
| Goud   | Mieke Sterk             | 13,75 s   |
| Zilver | Miep van Beek           | 13,88 s   |
| Brons  | Marjan Ackermans-Thomas | 14,75 s   |

### 200 m horden
| rang   | atleet             | prestatie |
| ------ | ------------------ | --------- |
| Goud   | Wim Braaksma       | 24,42 s   |
| Zilver | Frank Nusse        | 24,45 s   |
| Brons  | Jan Willem Boogman | 25,16 s   |

| rang   | atlete             | prestatie |
| ------ | ------------------ | --------- |
| Goud   | Miep van Beek      | 27,38 s   |
| Zilver | Mary van der Raadt | 28,85 s   |
| Brons  | Carla de Brie      | 29,26 s   |

### 400 m horden
| rang   | atleet        | prestatie |
| ------ | ------------- | --------- |
| Goud   | Wim Braaksma  | 52,0 s    |
| Zilver | Frank Nusse   | 52,2 s    |
| Brons  | Ard Kortekaas | 55,0 s    |

### 3000 m steeple
| rang   | atleet         | prestatie |
| ------ | -------------- | --------- |
| Goud   | Egbert Nijstad | 8.53,8    |
| Zilver | Roelof Veld    | 8.58,6    |
| Brons  | Steef Kijne    | 9.12,8    |

### 4 x 100 m
| rang   | atleet      | prestatie |
| ------ | ----------- | --------- |
| Goud   | Phoenix     | 43,91 s   |
| Zilver | V&L-TC      | 43,95 s   |
| Brons  | SC Reeuwijk | 44,11 s   |

| rang   | atlete | prestatie |
| ------ | ------ | --------- |
| Goud   | ADA    | 47,60 s   |
| Zilver | PAC    | 49,71 s   |
| Brons  | -      | -         |

### 4 x 400 m
| rang   | atleet       | prestatie |
| ------ | ------------ | --------- |
| Goud   | AV Rotterdam | 3.17,5    |
| Zilver | Achilles Top | 3.18,5    |
| Brons  | AAC          | 3.20,8    |

| rang   | atlete        | prestatie |
| ------ | ------------- | --------- |
| Goud   | ADA           | 4.02,6    |
| Zilver | Prins Hendrik | 4.04,8    |
| Brons  | -             | -         |

### Verspringen
| rang   | atleet         | prestatie |
| ------ | -------------- | --------- |
| Goud   | Ron van Wilgen | 7,29 m    |
| Zilver | Ad de Jong     | 7,26 m    |
| Brons  | Huub Pappers   | 7,00 m    |

| rang   | atlete          | prestatie |
| ------ | --------------- | --------- |
| Goud   | Miep van Beek   | 5,76 m    |
| Zilver | Jenny Katgerman | 5,70 m    |
| Brons  | Sylvia Barlag   | 5,69 m    |

### Hink-stap-springen
| rang   | atleet           | prestatie |
| ------ | ---------------- | --------- |
| Goud   | Ad de Jong       | 14,75 m   |
| Zilver | Roy Sedoc        | 14,69 m   |
| Brons  | Max van der Does | 14,42 m   |

### Hoogspringen
| rang   | atleet           | prestatie |
| ------ | ---------------- | --------- |
| Goud   | Peter Geelen     | 2,06 m    |
| Zilver | Ruud Wielart     | 2,03 m    |
| Brons  | Ed de Noorlander | 2,03 m    |

| rang   | atlete                  | prestatie |
| ------ | ----------------------- | --------- |
| Goud   | Ria Ahlers              | 1,82 m    |
| Zilver | Marjan Ackermans-Thomas | 1,79 m    |
| Brons  | Annemieke Bouma         | 1,73 m    |

### Polsstokhoogspringen
| rang   | atleet           | prestatie |
| ------ | ---------------- | --------- |
| Goud   | Fred Schrijnders | 4,60 m    |
| Zilver | Bert Krijnen     | 4,50 m    |
| Brons  | Hans Smeman      | 4,40 m    |

### Kogelstoten
| rang   | atleet        | prestatie |
| ------ | ------------- | --------- |
| Goud   | Frits Wimmers | 15,17 m   |
| Zilver | Harry Borger  | 14,89 m   |
| Brons  | Ger Idzinga   | 13,95 m   |

| rang   | atlete                   | prestatie |
| ------ | ------------------------ | --------- |
| Goud   | Els van Noorduyn         | 16,42 m   |
| Zilver | Anneke de Bruin-van Dijk | 13,76 m   |
| Brons  | Elna Schalk              | 13,69 m   |

### Discuswerpen
| rang   | atleet       | prestatie |
| ------ | ------------ | --------- |
| Goud   | Harry Zitzen | 53,64 m   |
| Zilver | Wim de Graaf | 46,54 m   |
| Brons  | Rob de Jong  | 45,96 m   |

| rang   | atlete                   | prestatie |
| ------ | ------------------------ | --------- |
| Goud   | Anneke de Bruin-van Dijk | 49,06 m   |
| Zilver | Jet van Wageningen       | 47,66 m   |
| Brons  | Ria Stalman              | 47,46 m   |

### Speerwerpen
| rang   | atleet             | prestatie |
| ------ | ------------------ | --------- |
| Goud   | Piet Olofsen       | 64,70 m   |
| Zilver | Ruud van Huizen    | 63,84 m   |
| Brons  | Huub van der Vloet | 61,84 m   |

| rang   | atlete         | prestatie |
| ------ | -------------- | --------- |
| Goud   | Lida Kuys      | 47,60 m   |
| Zilver | Carla Admiraal | 46,52 m   |
| Brons  | Elly Lute      | 42,82 m   |

### Kogelslingeren
| rang   | atleet         | prestatie |
| ------ | -------------- | --------- |
| Goud   | Jef Swinkels   | 50,88 m   |
| Zilver | Hans van Roon  | 50,44 m   |
| Brons  | Wim Schoemaker | 48,12 m   |

1904 · 
1908 · 
1909 · 
1910 · 
1911 · 
1912 · 
1913 · 
1914 · 
1915 · 
1917 · 
1918 · 
1919 · 
1920 · 
1921 · 
1922 · 
1923 · 
1924 · 
1925 · 
1926 · 
1927 · 
1928 · 
1929 · 
1930 · 
1931 · 
1932 · 
1933 · 
1934 · 
1935 · 
1936 · 
1937 · 
1938 · 
1939 · 
1940 · 
1941 · 
1942 · 
1943 · 
1944 · 
1946 · 
1947 · 
1948 · 
1949 · 
1950 · 
1951 · 
1952 · 
1953 · 
1954 · 
1955 · 
1956 · 
1957 · 
1958 · 
1959 · 
1960 · 
1961 · 
1962 · 
1963 · 
1964 · 
1965 · 
1966 · 
1967 · 
1968 · 
1969 · 
1970 · 
1971 · 
1972 · 
1973 · 
1974 · 
1975 · 
1976 · 
1977 · 
1978 · 
1979 · 
1980 · 
1981 · 
1982 · 
1983 · 
1984 · 
1985 · 
1986 · 
1987 · 
1988 · 
1989 · 
1990 · 
1991 · 
1992 · 
1993 · 
1994 · 
1995 · 
1996 · 
1997 · 
1998 · 
1999 · 
2000 · 
2001 · 
2002 · 
2003 · 
2004 · 
2005 · 
2006 · 
2007 · 
2008 · 
2009 · 
2010 · 
2011 · 
2012 · 
2013 · 
2014 · 
2015 · 
2016 ·
2017 ·
2018 ·
2019 ·
2020 ·
2021 ·
2022 ·
2023 ·
2024 ·
2025